# فهرست پررفت‌وآمدترین فرودگاه‌ها در استرالیا
این مقاله شامل فهرست پررفت‌وآمدترین فرودگاه‌ها در استرالیا است.

## ۱۱ فرودگاه برتر بر پایهٔ مسافر در سال‌های ۱۹۸۵–۲۰۱۱
| رتبه | فرودگاه                   | مکان                                      | یاتا | ۱۹۸۵–۸۶ | ۱۹۹۰–۹۱ | ۱۹۹۵–۹۶ | ۲۰۰۰–۰۱ | ۲۰۰۵–۰۶ | ۲۰۰۷–۰۸ | ۲۰۰۹–۱۰ | ۲۰۱۰-۱۱ |
| ---- | ------------------------- | ----------------------------------------- | ---- | ------- | ------- | ------- | ------- | ------- | ------- | ------- | ------- |
| ۱    | فرودگاه سیدنی             | سیدنی، نیو ساوت ولز                       | SYD  | ۹٬۴۹۷   | ۱۲٬۳۶۱  | ۱۹٬۸۷۸  | ۲۵٬۸۱۴  | ۲۸٬۹۹۶  | ۳۲٬۷۰۱  | ۳۴٬۴۵۸  | ۳۶٬۶۲۴  |
| ۲    | فرودگاه ملبرن             | ملبورن، ویکتوریا                          | MEL  | ۶٬۴۷۶   | ۸٬۳۴۶   | ۱۲٬۹۷۲  | ۱۶٬۸۸۱  | ۲۱٬۰۴۱  | ۲۳٬۹۴۳  | ۲۵٬۹۱۸  | ۲۷٬۶۰۷  |
| ۳    | فرودگاه بریزبن            | بریزبن، کوئینزلند                         | BNE  | ۳٬۴۵۷   | ۵٬۲۴۶   | ۹٬۲۳۶   | ۱۲٬۴۶۷  | ۱۶٬۰۱۶  | ۱۸٬۲۹۸  | ۱۸٬۸۸۹  | ۲۰٬۲۷۸  |
| ۴    | فرودگاه پرث               | پرت (استرالیا)، استرالیای غربی            | PER  | ۱٬۹۳۹   | ۲٬۵۰۸   | ۴٬۱۴۵   | ۵٬۱۶۲   | ۷٬۰۰۵   | ۸٬۹۵۲   | ۹٬۹۹۲   | ۱۱٬۳۲۸  |
| ۵    | فرودگاه آدلاید            | آدلاید، استرالیای جنوبی                   | ADL  | ۲٬۰۸۲   | ۲٬۴۶۱   | ۳٬۷۴۳   | ۴٬۴۴۳   | ۵٬۷۶۷   | ۶٬۶۱۹   | ۷٬۰۱۶   | ۷٬۰۲۱   |
| ۶    | فرودگاه گولد کوست         | گلد کوست، کوئینزلند                       | OOL  | ۵۸۷     | ۱٬۲۸۸   | ۲٬۵۹۵   | ۲٬۸۹۱   | ۳٬۵۱۸   | ۴٬۳۲۳   | ۵٬۱۸۶   | ۵٬۲۶۱   |
| ۷    | فرودگاه کنز               | کنز (استرالیا)، کوئینزلند                 | CNS  | ۷۷۸     | ۱٬۰۹۰   | ۱٬۹۹۳   | ۱٬۸۸۸   | ۳٬۷۳۱   | ۳٬۷۷۷   | ۳٬۵۵۰   | ۳٬۸۴۸   |
| ۸    | فرودگاه بین‌المللی کانبرا  | کانبرا، Australian Capital Territory      | CBR  | ۱٬۰۰۸   | ۱٬۱۲۴   | ۱٬۷۵۰   | ۲٬۱۰۷   | ۲٬۵۵۰   | ۲٬۸۵۳   | ۳٬۲۵۸   | ۳٬۲۰۶   |
| ۹    | فرودگاه بین‌المللی هوبارت  | هوبارت، تاسمانی                           | HBA  | ۵۰۶     | ۵۹۰     | ۸۵۰     | ۹۷۴     | ۱٬۶۰۶   | ۱٬۷۵۸   | ۱٬۸۵۶   | ۱٬۸۴۴   |
| ۱۰   | فرودگاه بین‌المللی داروین  | داروین (استرالیا)، قلمرو شمالی (استرالیا) | DRW  | ۴۰۷     | ۴۹۶     | ۹۳۲     | ۱٬۰۷۸   | ۱٬۲۱۹   | ۱٬۵۶۲   | ۱٬۵۶۹   | ۱٬۷۴۳   |
| ۱۱   | فرودگاه بین‌المللی تانزویل | تاونزویل، کوئینزلند                       | TSV  | ۱۰۳۰    | ۵۴۲     | ۶۶۲     | ۸۱۱     | ۱٬۱۶۱   | ۱٬۳۶۶   | ۱٬۵۱۸   | ۱٬۶۱۵   |

## ۱۲ فرودگاه برتر سال‌های ۲۰۰۹-۲۰۱۱ بر پایهٔ تعداد پرواز
| رتبه | فرودگاه              | مکان                           | یاتا | ۲۰۱۱    | ۲۰۱۰    | ۲۰۰۹    |
| ---- | -------------------- | ------------------------------ | ---- | ------- | ------- | ------- |
| ۱    | فرودگاه سیدنی        | سیدنی، نیو ساوت ولز            | SYD  | ۳۱۰٬۹۱۸ | ۳۰۴٬۹۳۸ | ۲۸۷٬۴۸۰ |
| ۲    | فرودگاه مورابین      | ملبورن، ویکتوریا               | MBW  | ۲۷۴٬۰۸۲ | ۲۵۲٬۲۱۸ | ۳۱۰٬۵۵۰ |
| ۳    | فرودگاه جانداکوت     | پرت (استرالیا)، استرالیای غربی | JAD  | ۲۶۵٬۸۰۲ | ۲۹۵٬۵۱۶ | ۳۵۸٬۷۵۰ |
| ۴    | فرودگاه بنکستاون     | سیدنی، نیو ساوت ولز            | BWU  | ۲۴۳٬۱۲۶ | ۲۷۵٬۹۷۸ | ۳۴۷٬۲۶۶ |
| ۵    | فرودگاه پارافیلد     | آدلاید، استرالیای جنوبی        | PAL  | ۲۰۶٬۹۵۲ | ۲۲۸٬۲۹۰ | ۲۴۳٬۵۲۲ |
| ۶    | فرودگاه ملبرن        | ملبورن، ویکتوریا               | MEL  | ۲۰۶٬۲۸۴ | ۲۰۵٬۲۰۲ | ۱۹۱٬۸۶۴ |
| ۷    | فرودگاه بریزبن       | بریزبن، کوئینزلند              | BNE  | ۱۹۸٬۹۹۶ | ۱۸۷٬۹۵۶ | ۱۷۹٬۲۴۲ |
| ۸    | فرودگاه پرث          | پرت (استرالیا)، استرالیای غربی | PER  | ۱۳۶٬۵۰۴ | ۱۲۴٬۶۴۰ | ۱۱۸٬۷۰۴ |
| ۹    | فرودگاه آرچرفیلد     | بریزبن، کوئینزلند              | ---  | ۱۱۹٬۳۱۲ | ۱۱۸٬۳۵۴ | ۱۳۲٬۰۹۴ |
| ۱۰   | فرودگاه کمدن (سیدنی) | سیدنی، نیو ساوت ولز            | CDU  | ۱۰۴٬۵۱۰ | ۸۴٬۱۳۲  | ۳۶٬۷۶۶  |
| ۱۱   | فرودگاه آدلاید       | آدلاید، استرالیای جنوبی        | ADL  | ۱۰۱٬۴۷۸ | ۱۰۱٬۵۶۰ | ۹۹٬۹۵۰  |
| ۱۲   | فرودگاه گولد کوست    | گلد کوست، کوئینزلند            | OOL  | ۹۱٬۲۰۴  | ۱۰۷٬۰۳۰ | ۱۳۳٬۲۹۰ |

## فرودگاه‌ها بر پایهٔ جابه‌جایی مسافر در ۲۰۰۹-۲۰۱۰
| ردیف | نام فرودگاه                                    | مکان                                                          | ایالت‌ها و ناحیه‌های استرالیا  | مسافران (کل) | منطقه‌ای   | کشوری      | بین‌المللی  |
| ---- | ---------------------------------------------- | ------------------------------------------------------------- | ---------------------------- | ------------ | --------- | ---------- | ---------- |
| ۱    | فرودگاه سیدنی                                  | سیدنی                                                         | نیو ساوت ولز                 | ۳۴٬۴۶۲٬۱۱۷   | ۱٬۹۵۶٬۳۰۵ | ۲۱٬۳۹۴٬۶۰۱ | ۱۱٬۱۱۱٬۲۱۱ |
| ۲    | فرودگاه ملبرن                                  | ملبورن                                                        | ویکتوریا                     | ۲۵٬۹۱۷٬۹۶۳   | ۶۱۷٬۹۶۱   | ۱۹٬۸۲۸٬۱۷۶ | ۵٬۴۷۱٬۸۲۶  |
| ۳    | فرودگاه بریزبن                                 | بریزبن                                                        | کوئینزلند                    | ۱۸٬۸۹۷٬۱۱۵   | ۱٬۰۶۳٬۴۷۳ | ۱۳٬۶۷۰٬۸۷۱ | ۴٬۱۶۲٬۷۷۱  |
| ۴    | فرودگاه پرث                                    | پرت (استرالیا)                                                | استرالیای غربی               | ۹٬۹۹۲٬۵۸۳    | ۴۰۴٬۳۷۱   | ۶٬۶۰۶٬۳۳۵  | ۲٬۹۸۱٬۸۷۷  |
| ۵    | فرودگاه آدلاید                                 | آدلاید                                                        | استرالیای جنوبی              | ۷٬۰۱۵٬۵۰۹    | ۴۹۸٬۹۳۷   | ۵٬۹۹۳٬۰۹۱  | ۵۲۳٬۴۸۱    |
| ۶    | فرودگاه گولد کوست                              | گلد کوست                                                      | کوئینزلند                    | ۵٬۱۸۶٬۱۴۵    | ۱٬۷۸۸     | ۴٬۴۵۴٬۴۲۳  | ۷۲۹٬۹۳۴    |
| ۷    | فرودگاه کنز                                    | کنز (استرالیا)                                                | کوئینزلند                    | ۳٬۵۴۹٬۸۲۸    | ۳۲۷٬۱۰۴   | ۲٬۷۹۵٬۳۴۴  | ۴۲۷٬۳۸۰    |
| ۸    | فرودگاه بین‌المللی کانبرا                       | کانبرا                                                        | Australian Capital Territory | ۳٬۲۵۸٬۳۹۶    | ۴۹۳٬۹۴۵   | ۲٬۷۶۴٬۴۵۱  | ۰          |
| ۹    | فرودگاه بین‌المللی هوبارت                       | هوبارت                                                        | تاسمانی                      | ۱٬۸۵۵٬۸۴۹    | ۱٬۷۲۶     | ۱٬۸۵۴٬۱۲۳  | ۰          |
| ۱۰   | فرودگاه بین‌المللی داروین                       | داروین (استرالیا)                                             | قلمرو شمالی (استرالیا)       | ۱٬۵۶۹٬۰۰۷    | ۱۶۹٬۹۷۴   | ۱٬۱۹۱٬۲۰۸  | ۲۰۷٬۸۲۵    |
| ۱۱   | فرودگاه بین‌المللی تانزویل                      | تاونزویل                                                      | کوئینزلند                    | ۱٬۵۱۸٬۳۶۹    | ۲۳۷٬۰۰۲   | ۱٬۲۸۱٬۳۶۷  | ۰          |
| ۱۲   | فرودگاه لنسستن                                 | [[Launceston، Tasmani\|Launceston]]                           | تاسمانی                      | ۱٬۱۳۱٬۳۲۶    | ۹۵٬۹۸۴    | ۱٬۰۳۵٬۳۴۲  | ۰          |
| ۱۳   | فرودگاه نیوکاسل (ویلیام تاون)                  | نیوکاسل (استرالیا)                                            | نیو ساوت ولز                 | ۱٬۱۲۷٬۳۹۲    | ۱۰۶٬۹۵۷   | ۱٬۰۲۰٬۴۳۵  | ۰          |
| ۱۴   | فرودگاه مکی                                    | مکای (استرالیا)                                               | کوئینزلند                    | ۹۱۷٬۲۳۸      | ۱۹۶٬۲۹۲   | ۷۲۰٬۹۴۶    | ۰          |
| ۱۵   | فرودگاه سانشاین کوست                           | Sunshine Coast                                                | کوئینزلند                    | ۸۱۲٬۴۰۶      | ۰         | ۸۱۲٬۴۰۶    | ۰          |
| ۱۶   | فرودگاه راکهمپتون (استرالیا)                   | راکهمپتون (استرالیا)                                          | کوئینزلند                    | ۷۵۷٬۴۰۴      | ۲۴۶٬۹۶۹   | ۵۱۰٬۴۳۵    | ۰          |
| ۱۷   | فرودگاه آلیس اسپرینگز                          | آلیس اسپرینگز                                                 | قلمرو شمالی (استرالیا)       | ۶۸۱٬۲۹۵      | ۴۰        | ۶۸۱٬۲۵۵    | ۰          |
| ۱۸   | فرودگاه کاراتا                                 | Karratha                                                      | استرالیای غربی               | ۵۸۷٬۲۱۱      | ۱۱٬۷۵۵    | ۵۷۵٬۴۵۶    | ۰          |
| ۱۹   | فرودگاه گریت بریر ریف                          | Hamilton Island                                               | کوئینزلند                    | ۴۷۸٬۳۶۳      | ۲۱٬۸۴۵    | ۴۵۶٬۵۱۸    | ۰          |
| ۲۰   | فرودگاه بین‌المللی بروم                         | [[Broome، استرالیای غربی\|Broome]]                            | استرالیای غربی               | ۴۰۱٬۳۵۹      | ۷۵٬۷۹۵    | ۳۲۵٬۵۶۴    | ۰          |
| ۲۱   | فرودگاه کوفس هاربر                             | بندر کافس                                                     | نیو ساوت ولز                 | ۳۲۳٬۶۸۷      | ۱۸۹٬۹۷۶   | ۱۳۳٬۷۱۱    | ۰          |
| ۲۲   | فرودگاه بین‌المللی پورت هدلند                   | Port Hedland                                                  | استرالیای غربی               | ۲۹۶٬۸۱۰      | ۱٬۶۵۸     | ۲۹۵٬۱۵۲    | ۰          |
| ۲۳   | فرودگاه البری                                  | آلبری                                                         | نیو ساوت ولز                 | ۲۸۵٬۳۵۳      | ۲۰۰٬۷۲۹   | ۸۴٬۶۲۴     | ۰          |
| ۲۴   | فرودگاه اولورو                                 | اولورو                                                        | قلمرو شمالی (استرالیا)       | ۲۷۷٬۱۵۶      | ۰         | ۲۷۷٬۱۵۶    | ۰          |
| ۲۵   | فرودگاه بالینا بایرن گیتوی                     | [[Ballina، نیو ساوت ولز\|Ballina]]                            | نیو ساوت ولز                 | ۲۷۴٬۳۸۴      | ۴۰٬۶۱۳    | ۲۳۳٬۷۷۱    | ۰          |
| ۲۶   | فرودگاه کالگورلی-بولدر                         | کالگورلی                                                      | استرالیای غربی               | ۲۳۰٬۲۱۰      | ۱۳٬۸۵۶    | ۲۱۶٬۳۵۴    | ۰          |
| ۲۷   | فرودگاه پروسرپاین-ویت ساندی کوست               | [[Proserpine، کوئینزلند\|Proserpine]]                         | کوئینزلند                    | ۲۱۳٬۶۱۹      | ۰         | ۲۱۳٬۶۱۹    | ۰          |
| ۲۸   | فرودگاه پورت مک‌گواری                           | پورت مکوایر                                                   | نیو ساوت ولز                 | ۲۱۲٬۶۰۹      | ۱۳۱٬۴۴۱   | ۸۱٬۱۶۸     | ۰          |
| ۲۹   | فرودگاه واگا واگا                              | Wagga Wagga                                                   | نیو ساوت ولز                 | ۲۰۸٬۸۶۶      | ۲۰۸٬۸۶۶   | ۰          | ۰          |
| ۳۰   | فرودگاه میلدورا                                | میلدورا                                                       | ویکتوریا                     | ۲۰۰٬۳۹۳      | ۱۵۴٬۸۵۷   | ۴۵٬۵۳۶     | ۰          |
| ۳۱   | فرودگاه نیومن                                  | Newman                                                        | استرالیای غربی               | ۱۸۴٬۶۶۷      | ۰         | ۱۸۴٬۶۶۷    | ۰          |
| ۳۲   | فرودگاه گلدستون (استرالیا)                     | Gladstone                                                     | کوئینزلند                    | ۱۷۷٬۵۴۴      | ۱۷۷٬۵۴۴   | ۰          | ۰          |
| ۳۳   | فرودگاه ماونت آیزیا                            | مانت ایسا                                                     | کوئینزلند                    | ۱۷۳٬۸۱۳      | ۵۸٬۵۴۳    | ۱۱۵٬۲۷۰    | ۰          |
| ۳۴   | فرودگاه دابو سیتی                              | دابو، استرالیا                                                | نیو ساوت ولز                 | ۱۷۱٬۳۳۹      | ۱۷۱٬۳۳۹   | ۰          | ۰          |
| ۳۵   | فرودگاه پورت لینکولن                           | Port Lincoln                                                  | استرالیای جنوبی              | ۱۶۸٬۱۴۷      | ۱۶۸٬۱۴۷   | ۰          | ۰          |
| ۳۶   | فرودگاه پارابوردو                              | Paraburdoo                                                    | استرالیای غربی               | ۱۴۵٬۰۷۶      | ۳۵۰       | ۱۴۴٬۷۲۶    | ۰          |
| ۳۷   | فرودگاه هروی بی                                | هاروی بی                                                      | کوئینزلند                    | ۱۴۳٬۰۹۹      | ۷۱٬۶۵۶    | ۷۱٬۴۴۳     | ۰          |
| ۳۸   | فرودگاه تامورت                                 | [[Tamworth، نیو ساوت ولز\|Tamworth]]                          | نیو ساوت ولز                 | ۱۳۴٬۹۷۲      | ۱۳۴٬۷۰۴   | ۲۶۸        | ۰          |
| ۳۹   | فرودگاه دونپرت                                 | [[Devonport، تاسمانی\|Devonport]]                             | تاسمانی                      | ۱۲۴٬۷۱۶      | ۱۲۴٬۷۱۶   | ۰          | ۰          |
| ۴۰   | فرودگاه امرالد                                 | زمرد                                                          | کوئینزلند                    | ۱۲۴٬۰۶۳      | ۱۲۴٬۰۶۳   | ۰          | ۰          |
| ۴۱   | فرودگاه بوندابرگ                               | بوندابرگ                                                      | کوئینزلند                    | ۱۱۵٬۸۸۹      | ۱۱۵٬۸۸۹   | ۰          | ۰          |
| ۴۲   | فرودگاه گو                                     | Gove                                                          | قلمرو شمالی (استرالیا)       | ۱۰۴٬۰۸۵      | ۱۴٬۵۷۶    | ۸۹٬۵۰۹     | ۰          |
| ۴۳   | فرودگاه آرمیدال                                | آرمیدال                                                       | نیو ساوت ولز                 | ۹۹٬۵۷۸       | ۹۹٬۵۷۸    | ۰          | ۰          |
| ۴۴   | فرودگاه جرالدتن                                | جرالدتون                                                      | استرالیای غربی               | ۹۹٬۳۶۴       | ۹۹٬۳۶۴    | ۰          | ۰          |
| ۴۵   | فرودگاه ماونت گمبیر                            | ماونت گامبیر                                                  | استرالیای جنوبی              | ۹۷٬۰۸۵       | ۹۷٬۰۸۵    | ۰          | ۰          |
| ۴۶   | فرودگاه کونونورا                               | Kununurra                                                     | استرالیای غربی               | ۸۱٬۹۳۳       | ۸۱٬۹۳۳    | ۰          | ۰          |
| ۴۷   | فرودگاه برنی                                   | برنی، تاسمانی                                                 | تاسمانی                      | ۷۹٬۳۴۰       | ۷۹٬۳۴۰    | ۰          | ۰          |
| ۴۸   | فرودگاه گریفیز                                 | گریفیت، استرالیا                                              | نیو ساوت ولز                 | ۶۴٬۴۱۰       | ۶۴٬۴۱۰    | ۰          | ۰          |
| ۴۹   | فرودگاه وایالا                                 | وایالا                                                        | استرالیای جنوبی              | ۶۲٬۴۰۱       | ۶۲٬۴۰۱    | ۰          | ۰          |
| ۵۰   | فرودگاه نورفولک آیلند                          | جزیره نورفک                                                   |                              | ۶۱٬۵۹۴       | ۵۱٬۴۹۳    | ۰          | ۱۰٬۱۰۱     |
| ۵۱   | فرودگاه بروکن هیل                              | [[Broken Hill، نیو ساوت ولز\|Broken Hill]]                    | نیو ساوت ولز                 | ۶۰٬۴۶۹       | ۶۰٬۴۶۹    | ۰          | ۰          |
| ۵۲   | فرودگاه المپیک دم                              | [[Olympic Dam، استرالیای جنوبی\|Olympic Dam]]                 | استرالیای جنوبی              | ۶۰٬۱۶۸       | ۶۰٬۱۶۸    | ۰          | ۰          |
| ۵۳   | Thursday Island Airport                        | Thursday Island                                               | کوئینزلند                    | ۵۹٬۸۱۵       | ۵۹٬۸۱۵    | ۰          | ۰          |
| ۵۴   | فرودگاه لیزمور                                 | لیسمور، استرالیا                                              | نیو ساوت ولز                 | ۵۴٬۹۲۸       | ۵۴٬۹۲۸    | ۰          | ۰          |
| ۵۵   | فرودگاه کینگ اسکات                             | [[Kingscote، استرالیای جنوبی\|Kingscote]]                     | استرالیای جنوبی              | ۵۴٬۴۸۰       | ۵۴٬۴۸۰    | ۰          | ۰          |
| ۵۶   | Weipa Airport                                  | Weipa                                                         | کوئینزلند                    | ۵۴٬۱۹۶       | ۵۴٬۱۹۶    | ۰          | ۰          |
| ۵۷   | فرودگاه اورنج                                  | [[Orange، نیو ساوت ولز\|Orange]]                              | نیو ساوت ولز                 | ۵۳٬۳۷۹       | ۵۳٬۳۷۹    | ۰          | ۰          |
| ۵۸   | فرودگاه آلبانی (استرالیا)                      | [[Albany، استرالیای غربی\|Albany]]                            | استرالیای غربی               | ۵۲٬۵۳۵       | ۵۲٬۵۳۵    | ۰          | ۰          |
| ۵۹   | فرودگاه مریمبولا                               | Merimbula                                                     | نیو ساوت ولز                 | ۵۲٬۲۱۰       | ۵۲٬۲۱۰    | ۰          | ۰          |
| ۶۰   | فرودگاه روما                                   | Roma                                                          | کوئینزلند                    | ۴۷٬۴۱۳       | ۴۷٬۴۱۳    | ۰          | ۰          |
| ۶۱   | فرودگاه نیروی هوایی سلطنتی استرالیا در لیرمونت | [[Exmouth، استرالیای غربی\|Exmouth]]                          | استرالیای غربی               | ۴۵٬۶۶۷       | ۴۵٬۶۶۷    | ۰          | ۰          |
| ۶۲   | فرودگاه اسپرانس                                | [[Esperance، استرالیای غربی\|Esperance]]                      | استرالیای غربی               | ۴۴٬۰۰۱       | ۴۴٬۰۰۱    | ۰          | ۰          |
| ۶۳   | فرودگاه گروته ایلانت                           | Groote Eylandt                                                | قلمرو شمالی (استرالیا)       | ۳۵٬۳۵۶       | ۳۵٬۳۵۶    | ۰          | ۰          |
| ۶۴   | فرودگاه جزیره لرد هوئه                         | جزیره لرد هاوو                                                | نیو ساوت ولز                 | ۳۳٬۳۸۵       | ۳۳٬۳۸۵    | ۰          | ۰          |
| ۶۵   | فرودگاه کینگ آیلند                             | جزیره کینگ                                                    | تاسمانی                      | ۳۱٬۶۴۲       | ۳۱٬۶۴۲    | ۰          | ۰          |
| ۶۶   | فرودگاه لانگریچ                                | Longreach                                                     | کوئینزلند                    | ۲۹٬۵۸۶       | ۲۹٬۵۸۶    | ۰          | ۰          |
| ۶۷   | فرودگاه پارکس                                  | [[Parkes، نیو ساوت ولز\|Parkes]]                              | نیو ساوت ولز                 | ۲۹٬۳۲۲       | ۲۹٬۳۲۲    | ۰          | ۰          |
| ۶۸   | فرودگاه موری                                   | [[Moree، نیو ساوت ولز\|Moree]]                                | نیو ساوت ولز                 | ۲۶٬۹۷۸       | ۲۶٬۹۷۸    | ۰          | ۰          |
| ۶۹   | فرودگاه بثرست آیلند                            | [[Bathurst Island (قلمرو شمالی (استرالیا))\|Bathurst Island]] | قلمرو شمالی (استرالیا)       | ۲۶٬۹۱۷       | ۲۶٬۹۱۷    | ۰          | ۰          |
| ۷۰   | Carnarvon Airport                              | [[Carnarvon، استرالیای غربی\|Carnarvon]]                      | استرالیای غربی               | ۲۵٬۲۴۱       | ۲۵٬۲۴۱    | ۰          | ۰          |
| ۷۱   | فرودگاه نیروی هوایی سلطنتی استرالیا در کرتین   | [[Derby، استرالیای غربی\|Derby]]                              | استرالیای غربی               | ۲۴٬۶۸۳       | ۲۴٬۶۸۳    | ۰          | ۰          |
| ۷۲   | فرودگاه سدونا                                  | Ceduna                                                        | استرالیای جنوبی              | ۲۴٬۵۱۷       | ۲۴٬۵۱۷    | ۰          | ۰          |
| ۷۳   | فرودگاه بثرست (استرالیا)                       | [[Bathurst، نیو ساوت ولز\|Bathurst]]                          | نیو ساوت ولز                 | ۲۴٬۳۱۷       | ۲۴٬۳۱۷    | ۰          | ۰          |
| ۷۴   | فرودگاه اسندون                                 | [[Essendon، ویکتوریا\|Essendon]]                              | ویکتوریا                     | ۲۰٬۵۰۴       | ۲۰٬۵۰۴    | ۰          | ۰          |
| ۷۵   | فرودگاه مورویا                                 | Moruya                                                        | نیو ساوت ولز                 | ۲۰٬۰۰۳       | ۲۰٬۰۰۳    | ۰          | ۰          |
| ۷۶   | فرودگاه جزیره فلیندرز                          | جزیره فلیندرز                                                 | تاسمانی                      | ۱۹٬۷۲۶       | ۱۹٬۷۲۶    | ۰          | ۰          |
| ۷۷   | فرودگاه پالم آیلند                             | Palm Island                                                   | کوئینزلند                    | ۱۹٬۴۶۹       | ۱۹٬۴۶۹    | ۰          | ۰          |
| ۷۸   | فرودگاه تاری                                   | تاری، استرالیا                                                | نیو ساوت ولز                 | ۱۹٬۲۳۶       | ۱۹٬۲۳۶    | ۰          | ۰          |
| ۷۹   | فرودگاه منطقه‌ای کلرنس ولی                      | [[Grafton، نیو ساوت ولز\|Grafton]]                            | نیو ساوت ولز                 | ۱۸٬۹۷۷       | ۱۸٬۹۷۷    | ۰          | ۰          |
| ۸۰   | فرودگاه هرن آیلند                              | Horn Island                                                   | کوئینزلند                    | ۱۸٬۳۹۰       | ۱۸٬۳۹۰    | ۰          | ۰          |
| ۸۱   | فرودگاه تنگول                                  | Biloela / Thangool                                            | کوئینزلند                    | ۱۷٬۲۷۰       | ۱۷٬۲۷۰    | ۰          | ۰          |
| ۸۲   | فرودگاه لئونورا                                | [[Leonora، استرالیای غربی\|Leonora]]                          | استرالیای غربی               | ۱۶٬۸۳۲       | ۱۶٬۸۳۲    | ۰          | ۰          |
| ۸۳   | فرودگاه مورانباه                               | Moranbah                                                      | کوئینزلند                    | ۱۴٬۸۳۸       | ۱۴٬۸۳۸    | ۰          | ۰          |
| ۸۴   | فرودگاه نورثرن پنینسولا                        | Bamaga                                                        | کوئینزلند                    | ۱۴٬۶۷۵       | ۱۴٬۶۷۵    | ۰          | ۰          |
| ۸۵   | فرودگاه جزیره کریسمس                           | جزیره کریسمس                                                  |                              | ۱۴٬۲۸۷       | ۹٬۰۲۲     | ۵٬۲۶۵      | ۰          |
| ۸۶   | فرودگاه چارلویل                                | Charleville                                                   | Queensland                   | ۱۳٬۶۵۷       | ۱۳٬۶۵۷    | ۰          | ۰          |
| ۸۷   | فرودگاه پورتلند، استرالیا                      | ویکتوریا]]                                                    | ویکتوریا                     | ۱۳٬۴۵۵       | ۱۳٬۴۵۵    | ۰          | ۰          |
| ۸۸   | فرودگاه مانینگریدا                             | Maningrida                                                    | قلمرو شمالی (استرالیا)       | ۱۲٬۸۰۳       | ۱۲٬۸۰۳    | ۰          | ۰          |
| ۸۹   | فرودگاه ناراندرا                               | Narrandera                                                    | نیو ساوت ولز                 | ۱۲٬۷۰۹       | ۱۲٬۷۰۹    | ۰          | ۰          |
| ۹۰   | فرودگاه ناررابری                               | Narrabri                                                      | نیو ساوت ولز                 | ۱۲٬۴۵۹       | ۱۲٬۴۵۹    | ۰          | ۰          |
| ۹۱   | Mount Cavenagh Airport                         | Mount Cavenagh                                                | قلمرو شمالی (استرالیا)       | ۱۲٬۴۰۹       | ۱۲٬۴۰۹    | ۰          | ۰          |
| ۹۲   | فرودگاه کلونکاری                               | کلونکاری                                                      | Queensland                   | ۱۱٬۲۵۸       | ۱۱٬۲۵۸    | ۰          | ۰          |
| ۹۳   | فرودگاه کوکتاون                                | Cooktown                                                      | Queensland                   | ۱۰٬۸۵۵       | ۱۰٬۸۵۵    | ۰          | ۰          |
| ۹۴   | فرودگاه پورت آگوستا                            | [[Port Augusta، استرالیای جنوبی\|Port Augusta]]               | استرالیای جنوبی              | ۱۰٬۱۰۷       | ۱۰٬۱۰۷    | ۰          | ۰          |
| ۹۵   | Iron Range Airport                             | Iron Range                                                    | Queensland                   | ۹٬۷۴۱        | ۹٬۷۴۱     | ۰          | ۰          |
| ۹۶   | فرودگاه اوروکون                                | Aurukun                                                       | Queensland                   | ۹٬۷۰۹        | ۹٬۷۰۹     | ۰          | ۰          |
| ۹۷   | فرودگاه مورابین                                | Moorabbin                                                     | ویکتوریا                     | ۹٬۶۳۰        | ۹٬۶۳۰     | ۰          | ۰          |
| ۹۸   | فرودگاه کوبر پدی                               | کوبر پدی                                                      | استرالیای جنوبی              | ۹٬۳۳۰        | ۹٬۳۳۰     | ۰          | ۰          |
| ۹۹   | فرودگاه جزایر کوکوس                            | جزایر کوکوس                                                   |                              | ۹٬۱۲۹        | ۵٬۵۰۷     | ۳٬۶۲۲      | ۰          |
| ۱۰۰  | Edward River Airport                           | Pormpuraaw (Edward River)                                     | Queensland                   | ۸٬۵۲۷        | ۸٬۵۲۷     | ۰          | ۰          |
| ۱۰۱  | فرودگاه کوانیاما                               | Kowanyama                                                     | Queensland                   | ۸٬۴۱۶        | ۸٬۴۱۶     | ۰          | ۰          |
| ۱۰۲  | Elcho Island Airport                           | Elcho Island                                                  | قلمرو شمالی (استرالیا)       | ۸٬۰۸۴        | ۸٬۰۸۴     | ۰          | ۰          |
| ۱۰۳  | فرودگاه مودگی                                  | Mudgee                                                        | نیو ساوت ولز                 | ۷٬۰۱۱        | ۷٬۰۱۱     | ۰          | ۰          |